# Pierre Alexis de Ponson du Terrail
Pierre Alexis de Ponson du Terrail, född den 8 juli 1829 i Montmaur, Hautes-Alpes, död den 20 januari 1871 i Bordeaux, var en fransk vicomte och romanförfattare.
Ponson du Terrail inträdde vid unga år i den franska huvudstadspressens tjänst och blev namnkunnig som följetongsförfattare (i "Petit journal", "Patrie" med flera). Han skrev otroliga mängder av märkvärdiga och äventyrliga skildringar, vilka han förstod att så väl avpassa efter allmänhetens smak, att de förskaffade bladen en utomordentlig spridning. Hans första större arbete var Les coulisses du monde (1853), och därefter följde hela serier av berättelser, ofta under en gemensam titel, exempelvis Les exploits de Rocambole, La résurrection de Rocambole, La vérité sur Rocambole (1859-69), La jeunesse du roi Henri (1865-68) med flera. I svensk översättning har utkommit bland annat "Zigenarnes konung" (1865), "Parisiska dramer" (1867), "En natt vid Beresina" (samma år), "Kapten Chastenay" (1875) och "Nattriddarne" (1879).